# Aulanerk
Na mitologia Inuit, Aulanerk é uma deusa de mar amigável que rege em cima das marés, ondas e alegria.